# Luis de la Lastra y Cuesta
Luis de la Lastra y Cuesta (Cantábria, 1 de dezembro de 1803–Sevilha, 5 de maio de 1876) foi um sacerdote, bispo e cardeal espanhol, bem como senador por direito próprio (1858–1868).

## Biografia
Luis de la Lastra nasceu na localidade de Cubas pertencente ao município de Ribamontán al Monte. Ele estudou humanidades na escola dos Piarists em Villacarriedo (Cantábria). Foi ordenado sacerdote em 1828. Em 1831 foi nomeado cônego de doutorado em Orihuela e em 1834 em Valência.
Em 1852 foi nomeado bispo de Ourense, em 1863 arcebispo de Valladolid e em 1857 arcebispo de Sevilha. O Papa Pio IX concedeu-lhe o título de cardeal em 1867.
Morreu em Sevilha em 1876. Está sepultado na Capela de Santa Ana ou Cristo de Maracaibo na Catedral de Sevilha e num sepulcro onde é representado de joelhos apoiado sobre um ajoelhado. A escultura é obra de Ricardo Bellver e foi realizada em 1880.